# Tratado de Educação Ambiental para Sociedades Sustentáveis e Responsabilidade Global
O Tratado de Educação Ambiental para Sociedades Sustentáveis e Responsabilidade Global é um documento elaborado por educadores ambientais, jovens e pessoas ligadas ao meio ambiente de vários países do mundo, publicado durante a 1.ª Jornada de Educação Ambiental, que se tornou referência para a Educação Ambiental. O tratado foi construído com a participação de mais de 1.300 ONGs e 108 países. 
Tornou-se a Carta de Princípios da Rede Brasileira de Educação Ambiental, e das demais redes de EA a ela entrelaçadas, e subsidia também o Programa Nacional de Educação Ambiental, do Órgão Gestor da Política Nacional de Educação Ambiental (MMA e MEC).
O Tratado contou com a participação de educadoras e educadores de adultos, jovens e crianças de oito regiões do mundo (América Latina, América do Norte, Caribe, Europa, Ásia, Estados Árabes, África, Pacífico do Sul) e foi inicialmente publicado em cinco idiomas: português, francês, espanhol, inglês e árabe.

## Princípios estabelecidos no Tratado
Foram estabelecidos 16 parágrafos nos quais alegava-se que a Educação é um direito de todos, deve ter como base um princípio crítico e inovador, não deve ser neutra, mas ideológica, pois é um ato político, possuir uma visão holística tratando de questões globais sem desmerecer nenhum dos povos. Deve valorizar as formas de conhecimento, planejar e capacitar as pessoas para a Educação Ambiental, cooperar o diálogo entre indivíduos e instituições.
Os princípios do Tratado de Educação Ambiental para Sociedades Sustentáveis e Responsabilidade Global podem ser resumidos conforme a seguir:
1. A Educação é um direito de todos; somos todos aprendizes e educadores.
2. A Educação Ambiental, seja ela formal, não formal ou informal, deve se basear em pensamento crítico e inovador em qualquer lugar ou tempo, promovendo a transformação e a construção da sociedade.
3. A Educação Ambiental é tanto individual quanto coletiva. Tem o propósito de formar cidadãos com consciência local e planetária, que respeitem a autodeterminação dos povos e a soberania das nações.
4. A Educação Ambiental não é neutra, mas ideológica. É um ato político.
5. A Educação Ambiental deve envolver uma perspectiva holística enfocando a relação entre o ser humano, a natureza e o universo de forma disciplinar.
6. Deve estimular a solidariedade, a igualdade e o respeito pelos direitos humanos valendo-se de estratégias democráticas e da interação entre culturas.
7. A Educação Ambiental deve tratar questões globais críticas, suas causas e interrelações em uma perspectiva sistêmica, em seu contexto social e histórico.
8. A Educação Ambiental deve facilitar a cooperação mútua e eqüitativa nos processos de decisão, em todos os níveis e etapas.
9. A Educação Ambiental deve recuperar, reconhecer, respeitar, refletir e utilizar a história indígena e culturas locais, assim como promover a diversidade cultural, lingüística e ecológica.
10. A Educação Ambiental deve estimular e potencializar o poder da diversas populações, promovendo oportunidades para as mudança democráticas de base que estimulem os setores populares da sociedade. Isto implica que as comunidades devem retomar a condução de seus próprios destinos.
11. A Educação Ambiental valoriza as diferentes formas de conhecimento. Este é diversificado, acumulado e produzido socialmente, não devendo ser patenteado ou monopolizado.
12. A Educação Ambiental deve ser planejada para capacitar as pessoas a trabalharem conflitos de maneira justa e humana.
13. A Educação Ambiental deve promover a cooperação e do diálogo entre indivíduos e instituições, com a finalidade de criar novos modo de vida, baseados em atender às necessidades básicas de todos, sem distinções étnicas, físicas, de gênero, idade, religião ou classe.
14. A Educação Ambiental requer a democratização dos meios de comunicação de massa e seu comprometimentos com os interesses de todos os setores da sociedade. A comunicação é um direito inalienável e os meios de comunicação de massa devem ser transformados em um canal privilegiado de educação, não somente disseminado informações em bases igualitárias, mas também promovendo intercâmbio de experiências, métodos e valores.
15. A Educação Ambiental deve integrar conhecimentos, aptidões, valores, atitudes e ações. Deve converter cada oportunidade em experiências educativas de sociedades sustentáveis.
16. A Educação Ambiental deve ajudar a desenvolver uma consciência ética sobre todas as formas de vida com as quais compartilhamos este planeta, respeitar seus ciclos vitais e impor limites à exploração dessas formas de vida pelos seres humanos.

## Metas de Ação
Como plano de ação, o Tratado estabeleceu 22 parágrafos e entre suas principais diretrizes de ação, estão destacadas:
O incentivo a produção de conhecimento, a instituições que tenham compromisso com a sustentabilidade, cooperar com Ongs e Governos a questões ambientais e mobilizar organizações e movimentos sociais na melhoria da qualidade de vida e do meio ambiente.
As metas, enunciadas como diretrizes, são as seguintes:
1. Transformar as declarações deste Tratados e dos demais produzidos pela Conferência da Sociedade Civil durante o processo da Rio-92 em documentos a serem utilizados na rede formal de ensino e em programas educativos dos movimentos sociais e suas organizações.
2. Trabalhar a dimensão da educação ambiental para sociedades sustentáveis em conjunto com os grupos que elaboram os demais tratados aprovados durante a Rio-92.
3. Realizar estudos comparativos entre os tratados da sociedade civil e os produzidos pela Conferências das Nações Unidas para o Meio Ambiente e Desenvolvimento – UNCED; utilizar as conclusões em ações educativas.
4. Trabalha os princípios deste Tratado a partir as realidades locais, estabelecendo as devidas conexões com a realidade planetária, objetivando a conscientização para a transformação.
5. Incentivar a produção de conhecimentos, políticas, metodologias e práticas de educação ambiental em todos os espaços de educação formal, informal e não-formal, para todas as faixas etárias.
6. Promover e apoiar a capacitação de recursos humanos para preservar, conservar e gerenciar o ambiente, como parte do exercício da cidadania local e planetária.
7. Estimular posturas individuais e coletivas, bem como políticas institucionais que revisem permanentemente a coerência entre o que se diz e o que se faz, os valores de nossas culturas, tradições história. As organizações que assinam este Tratado se propõem a implementar as seguintes diretrizes:
8. Fazer circular informações sobre o saber e a memória populares; e sobre iniciativas e tecnologias apropriadas ao uso dos recursos naturais.
9. Promover a co-responsabilidade dos gêneros feminino e masculino sobre a produção, reprodução e manutenção da vida.
10. Estimular e apoiar a criação e o fortalecimento de associações de produtores e consumidores e de redes de comercialização ecologicamente responsáveis.
11. Sensibilizar as populações para que constituam Conselhos populares de Ação Ecológica e Gestão do Ambiente visando investigar, informar, debater e decidir sobre problemas e políticas ambientais.
12. Criar condições educativas, jurídicas, organizacionais e políticas para exigir que os governos destinem parte significativa de seu orçamento à educação e meio ambiente.
13. Promover relações de parceria e cooperação entre as ONGs e movimentos sociais movimentos sociais e as agências da ONU (UNESCO, PNUMA, FAO, entre outras), em nível nacional, regional e internacional, a fim de estabelecer em conjunto as prioridades de ação para a educação e meio ambiente e desenvolvimento.
14. Promover a criação e o fortalecimento de redes nacionais, regionais e mundiais para realização de ações conjuntas entre organizações do Norte, Sul, Leste e Oeste com perspectiva planetária (exemplos: dívida externa, direitos humanos, paz, aquecimento global, população, produtos contaminados)
15. Garantir que os meios de comunicação se transformem em instrumentos educacionais para preservação e conservação de recursos naturais, apresentando a pluralidade de versões com fidedignidade e contextualizando as informações. Estimular transmissões de programas gerados por comunidades locais.
16. Promover a compreensão das causas dos hábitos consumistas e agir para transformação dos sistemas que os sustentam, assim como para a transformação de nossa próprias práticas.
17. Buscar alternativas de produção autogestionária apropriadas econômicas e ecologicamente, que contribuam para uma melhoria da qualidade de vida.
18. Atuar para erradicar o racismo, o sexismo e outros preconceitos; e contribuir para um processo de reconhecimento da diversidade cultural, dos direitos territoriais e da autodeterminação dos povos.
19. Mobilizar instituições formais e não-formais de educação superior para o apoio ao ensino, pesquisa e extensão em educação ambiental e a criação em cada universidade, de centros interdisciplinares para o meio ambiente.
20. Fortalecer as organizações movimentos sociais como espaços privilegiados para o exercício da cidadania e melhoria da qualidade de vida e do ambiente.
21. Assegurar que os grupos de ecologista popularizem suas atividades e que as comunidades incorporem em seu cotidiano a questão ecológica.
22. Estabelecer critérios para a aprovação de projetos de educação para sociedades sustentáveis, discutindo prioridades sociais junto às agências financiadoras.[2]